# 热拉尔·乌利耶
热拉尔·乌利耶，OBE（法語發音：[ʒeʁaʁ ulje]；1947年9月3日—2020年12月14日），法国足球教练，曾執教英超老牌勁旅利物浦、阿斯顿维拉、法甲六連霸里昂及法國國家足球隊。

## 生平
烏利耶在球員時代是一名防守中場。由於當時他不過效力國內一些低組別聯賽球會，他整個球員生涯幾乎是一片空白。
在26歲時，他更兼任領隊，也就是其教練生涯的開始。他的教練生涯主要是由低組別聯賽球會開始，起先執教朗斯，之後再執教法甲的巴黎聖日耳門共三年。在1988年-1995年間，他一直在法國國家隊執教，這段期間，曾培育出如亨利和皮利斯等猛將。
1995年他到英國加盟英超老牌勁旅利物浦。那時候利物浦還有另一個主教練埃文斯，烏利耶乃與伊雲斯一同執教球會，即所謂的雙領隊制。只不過由於領隊有二人，在管理上往往不能協調。在爭執不斷下，伊雲斯於1998年11月離開，變成烏利耶獨自執掌球會。
當時利物浦成績一直不振，1998-99年球季更在聯賽得第七名，無法出席歐洲賽事。烏利耶決定重組球隊，把大半舊主力賣走，換上另一批新血，例如謝拉特、夏文和希比亞。結果1999-00年球季成績有所回升，2001年更取得英格蘭足總杯、英格蘭聯賽杯和歐洲足協杯三個冠軍，時稱「杯賽三冠王」。外界認為利物浦開始復甦，有能力挑戰曼聯在英超的壟斷地位。
可是不幸地，2002年烏利耶受到心臟病困擾，心臟手術使他錯過一系列比賽。結果烏利耶只能在任期內取得2002年英超聯亞軍和2003年聯賽杯。衝擊聯賽失敗，使利物浦球迷既焦急又不滿，要求他下台之聲不絕於耳，最終他在2003-04賽季後與利物浦解除合約。
2005年他返回法國執掌里昂帥印，僅一年已贏得法甲冠軍，翌年再替里昂蟬聯聯賽冠軍，締造法甲聯賽六連霸。2007年季後辭任里昂，宣佈休息一年才定去向。
烏利耶其後擔任法國足球總會技術總監，於2010年9月8日在離開英格蘭球壇重返6年後，職教另一球會阿士東維拉。2011年6月1日因健康理由於上任不足9個月後離職。
2020年12月14日，在一次心脏手术后，他在巴黎去世。

## 榮譽
巴黎聖日耳曼Paris Saint-Germain
- 法国足球甲级联赛冠軍：1985/1986

法國France U18
- 歐洲U-19足球錦標賽冠軍：1996

利物浦Liverpool
- 歐洲联盟杯冠軍：2000/2001
- 歐洲超級盃冠軍：2001
- 英格蘭足總盃冠軍：2000/2001
- 英格蘭聯賽盃冠軍：2000/2001、2002/2003
- 英格蘭社區盾冠軍：2001

里昂 Lyon
- 法国足球甲级联赛冠軍：2005/2006年、2006/2007
- 法國超級盃冠軍：2005、2006；